# Reflexão total

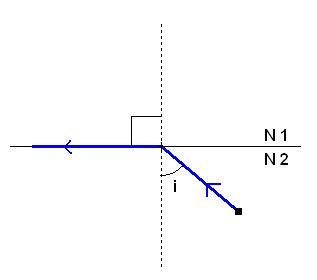
N2 > N1

Uma situação em que o feixe de luz refratado será quase paralelo à superfície. Aumentando um pouco mais o ângulo de incidência (i), até chegar ao ângulo critico o feixe refratado desaparece e toda a luz passa a ser refletida. Esse fenômeno chama-se reflexão total. Para que isso aconteça, é preciso que a luz seja proveniente de um meio mais refringente em relação ao outro (N1 > N2).
Para determinar o ângulo limite, usa-se a Lei de Snell Descartes  para ângulo de refração = 90 graus, portanto para um raio de luz monocromática passando de um meio para o outro, é constante o produto do seno do ângulo, formado pelo raio e pela normal,com o índice de refração em que se encontra esse raio.
matematicamente:
{\displaystyle n_{1}\cdot \sin \theta _{i}=n_{2}\cdot \sin \theta _{r}}

## Índice de refração
Para determinar o índice de refração ({\displaystyle n}) deve-se utilizar a expressão:
{\displaystyle n={\frac {c}{v}}}
Na qual:
- {\displaystyle c} é a velocidade da luz no vácuo (constante);
- {\displaystyle v} é a velocidade no meio escolhido; e
- {\displaystyle n} é o índice de refração do meio escolhido.

## Ângulo crítico

Demonstração de não-refração à ângulos maiores que o ângulo crítico.

Quando a luz viaja de um meio com índice de refração maior para um com índice menor, a Lei de Snell parece necessitar em alguns casos (quando o ângulo de incidência é suficientemente grande) que o seno do ângulo de refração seja maior que um. Isso claramente é impossível, e a luz nesses casos é completamente refletida pela fronteira, esse é o fenômeno conhecido como reflexão total.  O maior ângulo de incidência possível que ainda resulta em um raio refratado é chamado de ângulo crítico; nesse caso o raio refratado viaja ao longo da fronteira entre os dois meios.

Refração da luz na fronteira entre dois meios.

Por exemplo, considere um raio de luz movendo-se da água para o ar com um ângulo de incidência de 50°. Os índices de refração da água e do ar são aproximadamente 1.333 e 1, respectivamente, então a Lei de Snell nos dá a relação.
{\displaystyle \sin \theta _{2}={\frac {n_{1}}{n_{2}}}\sin \theta _{1}={\frac {1.333}{1}}\cdot \sin \left(50^{\circ }\right)=1.333\cdot 0.766=1.021,}
A qual é impossível satisfazer. O ângulo crítico θcrit é o valor de θ1 para o qual θ2 é igual a 90°:
{\displaystyle \theta _{\text{crit}}=\arcsin \left({\frac {n_{2}}{n_{1}}}\sin \theta _{2}\right)=\arcsin {\frac {n_{2}}{n_{1}}}=48.6^{\circ }.}

## Aplicações

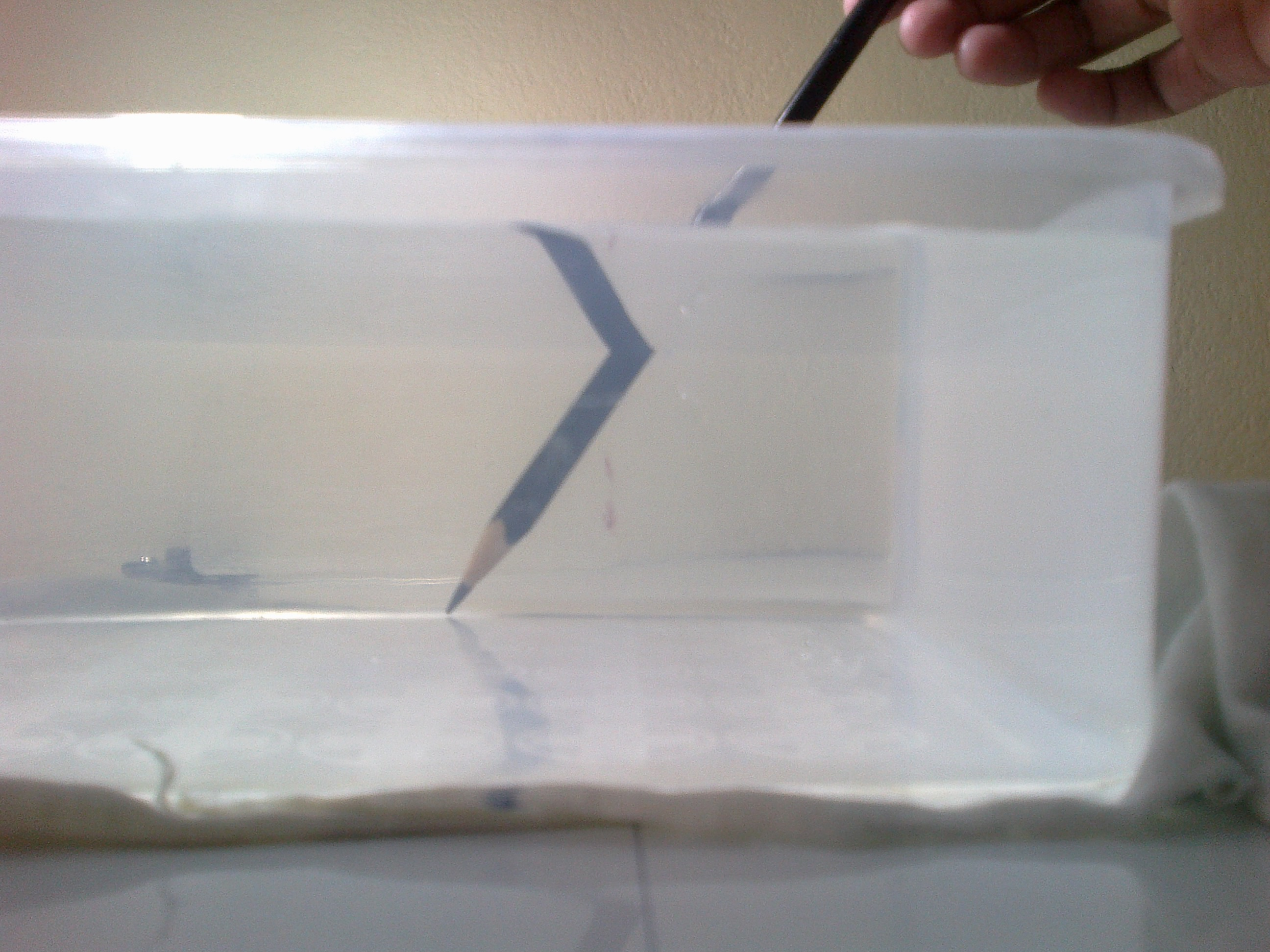
Efeito de espelho

- O fenômeno da reflexão total é aplicada, por exemplo, na comunicação, através da fibra óptica que transmite informação a partir de ondas eletromagnéticas. A luz atravessa o fio sem que haja perda considerável de energia ou interferência, ocorrendo sucessivas reflexões totais nas paredes da fibra.
- Reflexão interna total é o princípio de funcionamento de automóveis com sensores de chuva, que controlam automáticamente os limpadores de pára-brisa.
- Outra aplicação de reflexão interna total é a filtragem espacial da luz. [4]
- Binóculos prismáticos usam o princípio da reflexão interna total para obter uma imagem muito clara.

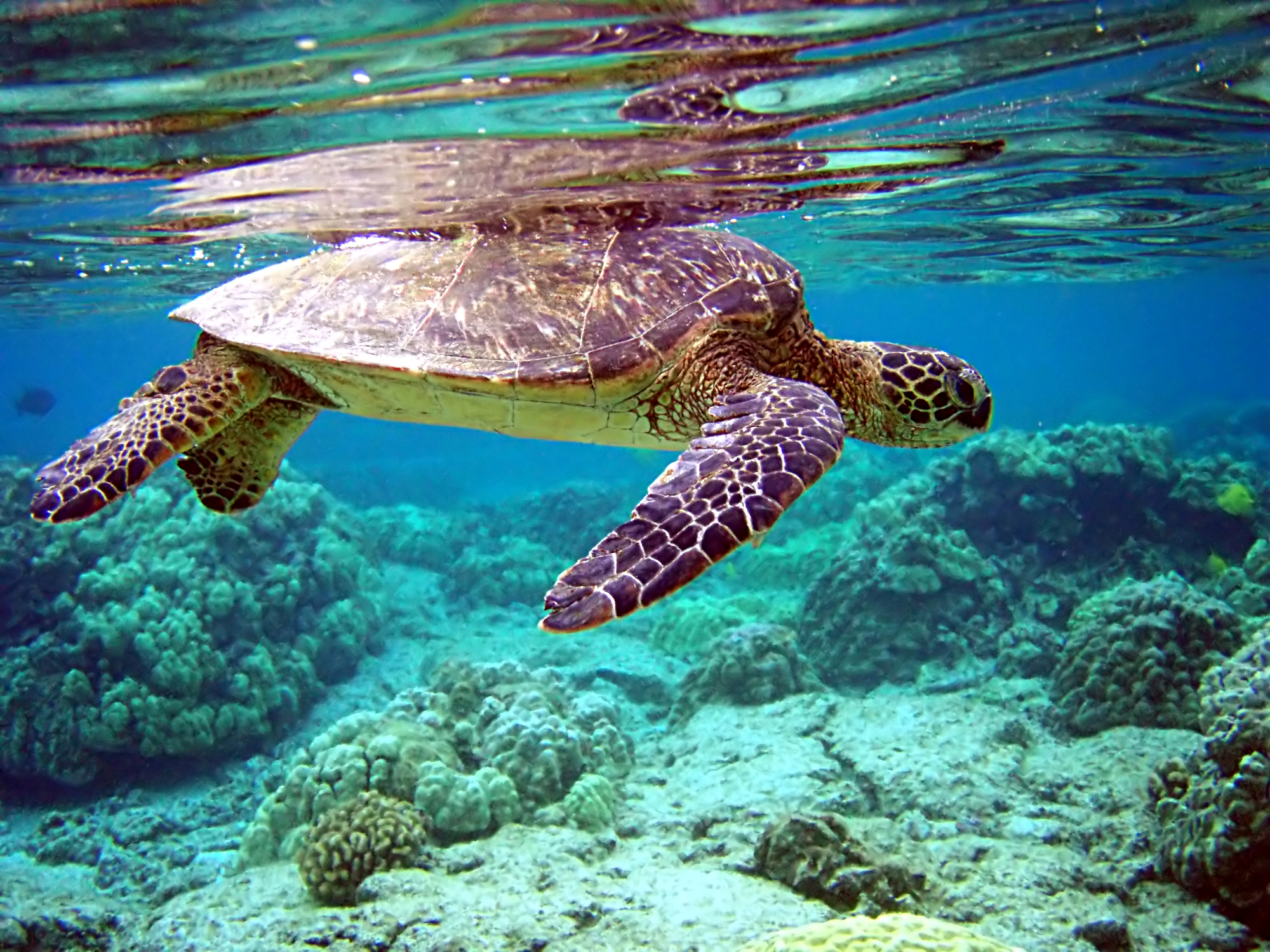
A reflexão interna total pode ser vista na fronteira do ar-água.

- A reflexão interna total em combinação com uma câmera de alta velocidade para capturar e analisar pegadas de roedores de laboratório.[5]
- Ópticos de impressão digital usam dispositivos de reflexão interna total, a fim de gravar uma imagem de impressão digital de uma pessoa sem o uso de tinta.

A reflexão interna total pode ser observada enquanto nadamos, basta abrir os olhos logo abaixo da superfície da água. Se a água é calma, a sua superfície parece espelhada.
Pode-se demonstrar reflexão interna total, preenchendo uma pia ou banheira com água e colocando um copo de vidro de cabeça para baixo sobre o dreno (com o copo também cheio de água). Enquanto a água permanece no copo, o dreno permanece visível, uma vez que o ângulo de refracção entre o vidro e a água não será maior do que o ângulo crítico. Se o dreno é aberto, então a água pode escorrer para fora do copo de cabeça para baixo, deixando-o cheio de ar. Visto de cima, o copo agora aparece espelhado e o dreno desaparece, porque a luz reflete na interface ar / vidro.
Outro exemplo comum de reflexão interna total é um diamante criticamente cortado. Isto é o que lhe dá o máximo brilho.